# Zofia Bartoszewska

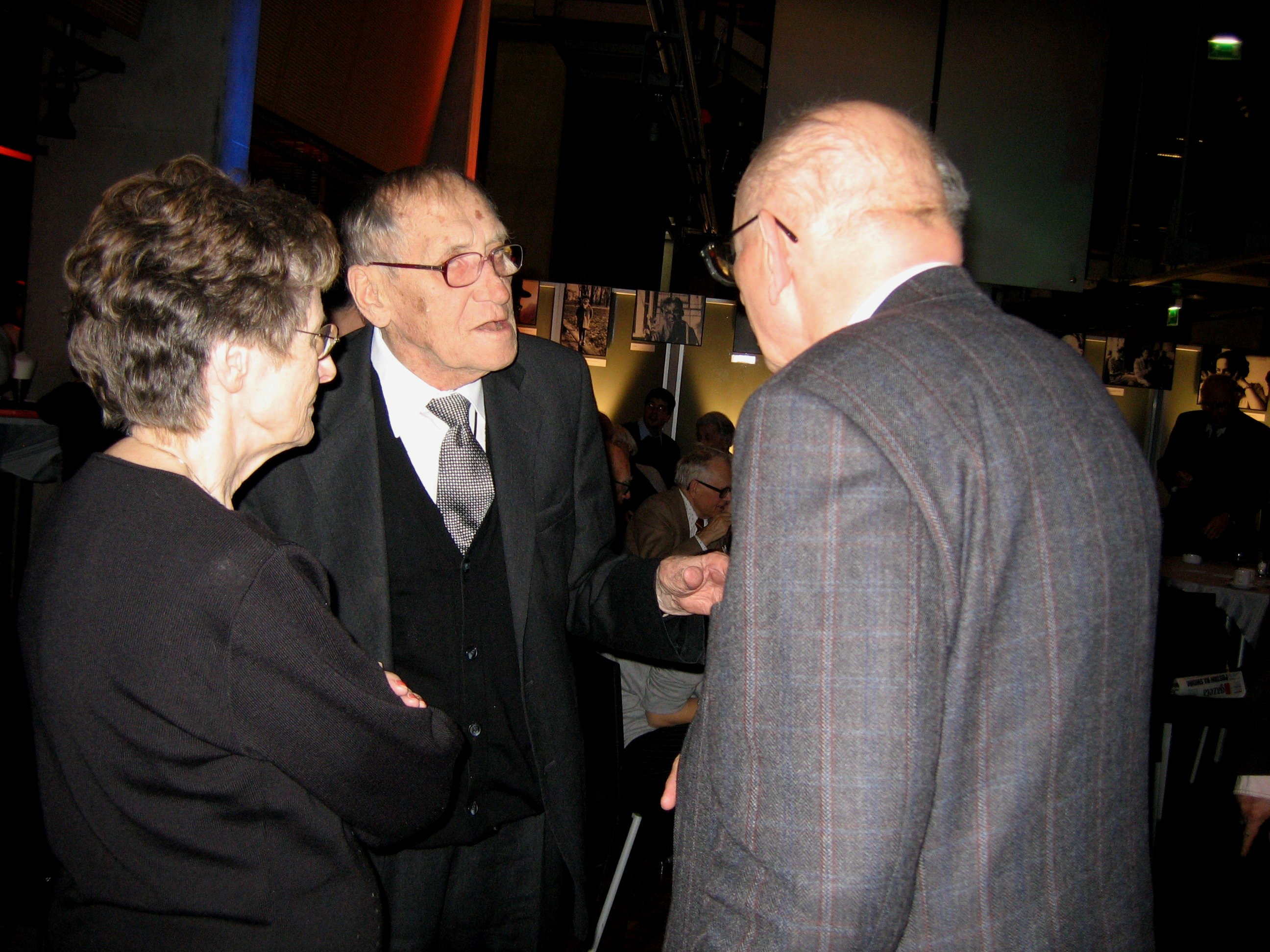
Zofia Bartoszewska (pierwsza od lewej) wraz z mężem Władysławem i profesor Leszek Kołakowski

Zofia Bartoszewska z domu Makuch (ur. 27 maja 1927 w Warszawie, zm. 19 października 2017 tamże) – polska redaktorka, filolog języka polskiego, członkini Szarych Szeregów, uczestniczka powstania warszawskiego i działaczka demokratycznej opozycji w czasach PRL, druga żona Władysława Bartoszewskiego.

## Życiorys
Matka, Helena Makuch, była kierowniczką szkoły powszechnej, a ojciec, Karol Makuch, wysokim urzędnikiem Ministerstwa Wyznań Religijnych i Oświecenia Publicznego. Rodzina mieszkała w Warszawie przy Krakowskim Przedmieściu. Po zajęciu miasta przez Niemców zostali zmuszeni do opuszczenia mieszkania i przeprowadzili się do kamienicy przy ul. Chałubińskiego. W czasie okupacji niemieckiej działała w Szarych Szeregach. Razem z siostrą brała udział w powstaniu warszawskim, w którym pełniła funkcję sanitariuszki w plutonie kobiecym III Obwodu „Waligóra” (Wola) Warszawskiego Okręgu AK – WSK (Wojskowa Służba Kobiet), następnie w Szpitalu Karola i Marii przy ul. Leszno 136, a po jego likwidacji w Szpitalu Wolskim. W pierwszych dniach powstania zginął jej ojciec rozstrzelany prawdopodobnie po łapance w al. Szucha. Obie siostry cudem uniknęły rozstrzelania podczas rzezi Woli. Po upadku powstania wraz z matką i starszą siostrą Wandą schroniła się u ciotki w Krakowie. Po wyzwoleniu kobiety wróciły do Warszawy zamieszkując na Pradze. Wkrótce potem umarła jej matka.
Ukończyła studia polonistyczne na Wydziale Polonistyki Uniwersytetu Warszawskiego. Podczas studiów wyszła po raz pierwszy za mąż za lekarza Janusza Bachurzewskiego. Z tego małżeństwa urodził się jej jedyny syn Piotr. Małżeństwo to rozpadło się. Przez wiele lat pracowała w Państwowym Instytucie Wydawniczym. W 1967 r. wyszła za mąż po raz drugi za Władysława Bartoszewskiego, historyka, publicystę, polityka i dyplomatę. 23 sierpnia 1980 roku dołączyła do apelu 64 uczonych, pisarzy i publicystów do władz komunistycznych o podjęcie dialogu ze strajkującymi robotnikami. Podczas stanu wojennego, w 1982 r. została zwolniona ze stanowiska zastępcy redaktora naczelnego PIW z wilczym biletem. Podjęła wówczas współpracę z Prymasowskim Komitetem Pomocy Osobom Pozbawionym Wolności i ich Rodzinom. Była współredaktorką licznych publikacji męża.
W 2006 otrzymała Srebrny Medal „Zasłużony Kulturze Gloria Artis”.

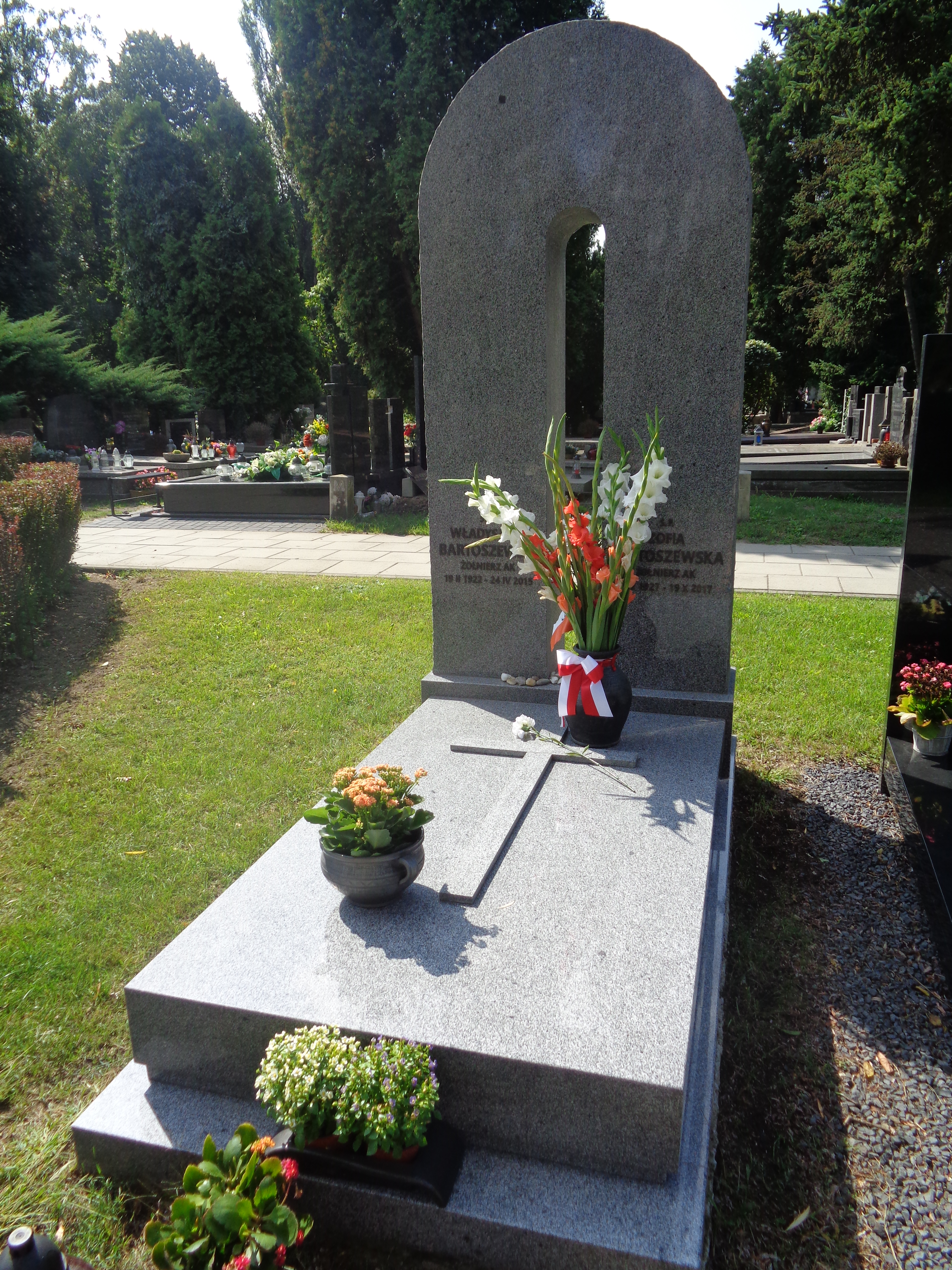
Rodzinny grób Zofii Bartoszewskiej na Cmentarzu Wojskowym na Powązkach

Zmarła 19 października 2017 w Warszawie. Została pochowana w Alei Zasłużonych na Cmentarzu Wojskowym na Powązkach (kwatera FV-tuje-18).

## Gabinet Władysława i Zofii Bartoszewskich
W 2003 r. Władysław Bartoszewski przekazał Zakładowi Narodowemu im. Ossolińskich swoje prywatne zbiory druków i archiwaliów związanych z najnowszą historią Polski, m.in. książki i czasopisma konspiracyjne, plakaty, ulotki i zdjęcia z okresu okupacji, w tym dokumenty z lat 1939–1940 nieodnotowanych i nie publikowanych w żadnych specjalistycznych bibliografiach. W zbiorach znalazły się również nagrody, medale i dyplomy związane z działalnością W. Bartoszewskiego. Przekazane dary zostały zgromadzone w specjalnym pokoju zwanym Gabinetem Władysława i Zofii Bartoszewskich.